# 산남로 (청주시)
산남로(Sannam-ro)는 대한민국 충청북도 청주시 서원구 산남동 466에서 산남동 455까지 연결하는 도로이다.

## 노선 경로
- 사거리 명칭 미상
- 산남6교
- 사거리 명칭 미상
- 산남유치원

## 주요 건물 및 시설
- 산남중학교
- 산남초등학교
- 산남유치원